# プロテクチュール級補給艦
プロテクチュール級補給艦（英語: Protecteur-class replenishment oiler、フランス語: Classe Protecteur）とは、カナダ海軍の補給艦である。

## 概要
1963年に就役したプロヴァイダー (AOR 508)の改良型として2隻が建造された。
両艦ともに40年近くにわたってカナダ海軍で運用され続けてきたが、2014年9月19日付で退役した。
後継艦としては、ドイツ海軍のベルリン級補給艦を基としたクイーンストン級支援艦の導入が予定されている。

## 同型艦
| #       | 艦名                             | 起工            | 進水           | 就役           | 退役           | 母港                   |
| ------- | -------------------------------- | --------------- | -------------- | -------------- | -------------- | ---------------------- |
| AOR 509 | プロテクチュール HMCS Protecteur | 1966年 12月16日 | 1968年 7月18日 | 1969年 8月30日 | 2014年 9月19日 | エスカイモルト海軍基地 |
| AOR 510 | プレザーヴァー HMCS Preserver    | 1967年 10月17日 | 1970年 7月30日 | 1970年 8月7日  | 2014年 9月19日 | ハリファックス海軍基地 |